# 逆電
逆電（ぎゃくでん）とは、テレビ、ラジオの番組放送中に番組出演者が視聴者、聴取者に電話をかけること。
番組出演者と一般視聴者（聴取者）との会話が番組で放送される。

## 由来
通常、視聴者（聴取者）が番組に対して電話、FAX、電子メール、葉書などでアプローチするのに対し、逆に番組側が視聴者（聴取者）に電話をかけることから。

## テレビにおける逆電
テレビの場合、事前にプレゼント応募を募り、番組内で抽選して引き当てた視聴者に対して電話をかける場合が多い。このとき、簡単なクイズが出題されることがある。番組を見ていれば簡単に答えられる場合が多いが、見ていないと回答するのは難しい。また、電話に出ない場合、プレゼント当選権利が消滅する場合が多い。

## ラジオにおける逆電
ラジオの場合、聴取者（リスナー）が番組にメッセージを送る際に逆電希望の旨を書き添えて、それが番組で採用されたときに行なわれることが多い。電話に出た聴取者と番組出演者の間で会話が行なわれる。聴取者が悩みを相談したり、会話を行うために逆電を希望することも少なくない。
生放送の形態をとっている番組では放送時間中に逆電を行うが、事前収録番組の場合は収録中に逆電を行うため、事前予告もなく突然電話がかかってきて、慌てる聴取者もいる。

## 逆電を希望する際の注意点
- 当然であるが、事前に送るFAXやEメール等に電話番号を記入する必要がある。
- ペンネームやラジオネームだけではなく、本名を記入する必要がある（ただし携帯電話にかけてもらう場合本名がなくてもいい場合もある）。
- 放送局は非通知発信で逆電してくる場合が多いので、非通知着信を受信できるようにしておく必要がある。
- 生放送番組の場合、逆電で出演する時にはその番組が流れているテレビまたはラジオのボリュームをしぼらなければならない。これはスピーカーから流れた音が電話を通じて放送に乗り、再びスピーカーから流れる事でループが構成されハウリングが起きるのを防ぐためである。ハウリングがひどく放送に支障がある場合、出演者から音量を絞るよう指示されることもある（出演者との電話の前に、あらかじめスタッフによる説明が行われる場合もある）。

## 逆電を積極的に実施している番組

### テレビ
- イチオシ!! (北海道テレビ)
- 5きげんテレビ (テレビ岩手)
- スゴろく(テレビ山梨)
- ぽじポジたまご (KBS京都テレビ)
- RKKワイド夕方いちばん (熊本放送) - パネルでポン!

### ラジオ
- SCHOOL OF LOCK! (TOKYO FM)
- やまだひさしのラジアンリミテッドDX (TOKYO FM)
- TOKIO HOT 100 (J-WAVE)
- The Nutty Radio Show おに魂 (NACK5)
- ファンキーフライデー (NACK5)
- メラタデサンデー(FMヨコハマ)
- BAY LINE GO!GO! (BAYFM)
- BANG! BANG! ZIP! (ZIP-FM)
- ノムラでノムラだ♪ EXトラ! (MBSラジオ)
- ほんまもん!原田年晴です (ラジオ大阪)
- ガチ・キン(ABCラジオ)
- 王様ラジオキッズ (ラジオ関西)
- ROCK KIDS 802 (FM802)
- OSAKAN HOT 100 (FM802)
- K-mix みんなの19HR!(K-mix)

### 過去に放送された番組
- 田渕岩夫の得ダネ!てれび(KBS京都テレビ) - 小判ザクザクうちでのこづち
- 西川貴教のオールナイトニッポン (ニッポン放送)
- CROSS SUPER SUNDAY (CROSS FM)
- POWER NUTS (FM OSAKA)
- SHOO POWER REQUEST (FM OSAKA) - シューパーテレフォン ※2010年秋改編にて消滅
- スカッシュ! (FM OSAKA) - スカッシュコール
- 福山雅治のオールナイトニッポンサタデースペシャル・魂のラジオ ( ニッポン放送)